# إفرازات حلمة الثدي
إفرازات حلمة الثدي (Nipple discharge) هو الاٍفراز الشاذ للسوائل من حلمة الثدي، وهو السبب الأساسي الثالث المتعلق بالأثداء الذي تحتاط منه النساء طبيا، بعد الأورام وآلام الثدي، يزداد خطر إفرازات حلمة الثدي مع كل من السن وعدد حالات الحمل، لكن من المعلوم أنه يصيب المراهقين والمراهقات الذين يمرون بسن البلوغ. وإفرازات حلمة الثدي ينتج عادتا بسبب تحفيز الأثداء أو الاٍستثارة من خلال الملابس.

## أنواع الإفرازات
يوجد عدة أنواع من الإفرازات:
- اللون الأبيض الغيمي : عموما يمكن أن يكون ثر اللبن.
- اللون الأبيض الفاتح : الحمل
- أحمر يحتوي الدم : غالبا ينجم عن اٍصابة الأثداء أو الورم الحليمي داخل القنوات، ويمكن أن يكون سرطان ثديي.
- أبيض مصفر، أصفر، أو أخضر : قيح ناتج عن الاٍصابة[3]

## الأسباب
غالبية حالات الإخراج الحلمي لا تحتاح لعلاج بل إنّها تتوقفُ من تلقاء نفسها. في معظم الحالات فإنّ هذه الإفرازات غير سرطانية (حميدة) ونادرًا ما يمكن أن يكون هذا الإفراز أو الإخراج علامة على سرطان الثدي. في حقيقة الأمر؛ فمنَ المهم معرفة ما الذي يُسبب هذا الإفراز حتى يُمكن معرفت علاجه. بشكل عام؛ هناكَ بعض الأسباب التي يُمكن حصرها كسبب في إفرازات الحلمة:
- الحمل
- الرضاعة الطبيعية
- فرك المنطقة الصدرية بقوّة
- الصدمة[5]
- العدوى
- الالتهابات وانسداد قنوات الثدي
- أورام الغدة النخامية
- ظهور نتوءات صغيرة في الثدي (غير سرطانية)
- قصور في الغدة الدرقية
- تجعد الثدي
- استخدام بعض الأدوية
- استخدام بعض الأعشاب
- توسيع قنوات الحليب
- توسع القنوات الثديية[6]
- ورم الغدة النخامية[5]

حينَما تكون إفرازات حلمة الثدي عبارة عن دم فهنا الأمور لا تبقى طبيعية كما أن الخروج الكثيف لتلك الإفرازات دون لمس حلمة الثدي أو حتّى دون الضعط عليها قد يكون غير عادي. من المرجح أن تكون إفرازات الحلمة طبيعية كما من المرجح حدوث تقلصات على مستوى الثدي تزامنًا مع الإخراجات. حسب المصادر البحثية فإنّ الضغط على الحلمة للتأكد من عملية التفريغ يمكن أن تجعل الأمور أسوأ لذا ينصحُ الأطباء بترك الحلمة حتى تتوقفَ من التفريغ من تلقاء نفسها.

## التشخيص
يتمّ تشخيص إفرازات الحلمة أو بالأحرى الإخراج الحلمي بناء على دراسة يقومُ بها مقدمي الخدمات الصحية الذين يطرحون أسئلة عن الأعراض والتاريخ الطبي. فيما يلي قائمة الاختبارات التي يمكن القيام بها:
- اختبار الدم
- اختبارات الغدة الدرقية
- التصوير بالرنين المغناطيسي للبحث عن ورم الغدة النخامية
- التصوير الشعاعي للثدي
- التصوير بالموجات فوق الصوتية للثدي
- خزعة الثدي
- فحص مجرى الحليب
- خزعة الجلد

## معلومات إضافية
تُشير عبارة إفرازات الحلمة أو إفرازات حلمة الثدي إلى السائل الذي يتسرب من حلمة الثدي. لا تحدثُ إفرازات من الحلمة للنساء المرضعات فقط بل قد تشملُ النساء غير الحوامل والعازِبات بل قد تشمل الرجل كذلك في بعض الأحيان. إن إفراز حلمة الرجل لسائل ما قد توحي بوجود مشكلة على عكس ما تُفرزه حلمة الأنثى. بشكل عام؛ تظهرُ هذه الإفرازات دون الحاجة للضغط على الحلمة بل قد تُفرز حلمة واحدة فيما لا تفعل الثانية. يُمكن أن تكون هذه الإفرازات واضحة كما يُمكن أن تكون غير ذلك. عادة ما يتخد السائل المفروز لونًا أخضرَ دموي كما قد يكون بنيًا في حالات أخرى.

### مضاعفات
هناكَ من يعتبرُ أنّ إفرازات الحلمة عرضًا من أعراض سرطان الثدي أو ورم الغدة النخامية أمّا تغيير لون الجلد حول الحلمة فقد يكون سببه مرض باجيت.

## العلاج
عادة ما يقوم الطبيب المُعالج بتقييم للوضع وذلك للبحث عن أي خلل مُمكن. يعتمدُ العلاج على ما يُقدمه المريض من معلومات بما في ذلك تاريخه الطّبي والأعراض التي ظهرت عليه هذا فضلا عن شعوره بالألم من عدمه في حالة الإخراج. في بعض الحالات قد تكون هناك حاجة لتدخل مزيد من الأطباء بما في ذلك أخصائيي الجراحة. في حالة ما كانت المريضة ترغبُ في الحفاظ على قدرتها في الإرضاع فهنا يلجأ الطبيب إلى الرؤية القنوية بالمنظار. بشكل عام يتمّ التعامل معَ الإخراج الحلمي بمجموعة من الطرق وهي كالتالي:
- قد يكون تغيير بعض من الأدوية السبب في تلك الإفرازات
- البحث عن نتوءات يستوجب إزالتها
- إزالة قناة حليبية في حالة ما تبث إصابتها بمرضٍ ما
- وصفة كريم لعلاج تغيرات الجلد حول الحلمة
- وصف بعض الأدوية لعلاج الحالة الصحية للأنثى

في حالة ما كانت كل الفحوصات طبيعية فالعلاج في هذه الحالة غير ضروري بل يكفي مراقبة السيّدة لنفسها فقط.